# Alexander Hamilton
Alexander Hamilton (n. 11 ianuarie 1757, Charlestown⁠(d), Nevis, Sfântul Cristofor și Nevis – d. 12 iulie 1804, New York City, New York, SUA) a fost un politician, om de stat, finanțist și intelectual american, fondator al Partidului Federalist din Statele Unite. Hamilton a fost unul dintre cei mai buni specialiști în drept constituțional ai timpului său, fiind un delegat influent la Convenția Constituțională de redactare a Constituției Statelor Unite, unul din cei doi creatori majori ai Federalist Papers, Actelor Federaliste, prima constituție a țării. Hamilton a explicat Constituția Statelor Unite cetățenilor sceptici ai New York-ului, rămânând o sursă standard a semnificației documentului.

## Contribuția sa la crearea Uniunii
Alexander Hamilton a fost de asemenea primul secretar al Trezoreriei Statelor Unite ale Americii, membru al primului guvern federal al țării sub președinția lui George Washington.
Hamilton este privit de istorici ca unul dintre cei mai eficienți și fervenți susținători, dintre toți Founding Fathers, a modernizării națiunii prin folosirea puterii federale ca forța unificatoare. De asemenea, a argumentat valid și pertinent în favoarea unei interpretări elastice a Constituției, respectiv a adus dovezi clare de menținere a unui echilibru financiar stabil al țării prin finanțarea deficitului statelor, precum și a deficitului statului federal prin intermediul unor legi speciale ale Congresului, a Băncii Federale (numită atunci First Bank of the United States) și prin asigurarea unui debit constant de venituri federale prin tarifele aplicate produselor importate. Toate acestea le vedea rezolvate și prin implicarea tuturor oamenilor bogați ai națiunii, potențiali investitori, respectiv prin crearea unei sistem solid de bănci, legate de banca federală.
În afacerile externe, Hamilton a admirat maniera britanicilor de a-și conduce propria lor diplomație, fiind total contra metodelor și stilului politicienilor generați de Revoluția Franceză. În timpul președinției celui de-al doilea președinte al Statelor Unite, John Adams, s-a întors în arena politică în 1798 pentru reorganizarea armatei necesară apărării țării împotriva francezilor; deși aceeași armată a fost folosită ulterior, de același Hamilton, pentru amenințarea statului Virginia.
Viziunea extrem de avansată a lui Hamilton asupra dezvoltării națiunii americane cuprindea existența unor puternice forțe de apărare, ajutor pentru o industrie aflată în stadiul infantil, o situație solidă a finanțele țării bazată pe un deficit bugetar controlat implicând participarea tuturor oamenilor bogați ai națiunii și crearea unui sistem bancar puternic.
Eseul său economico-politico-social Report on Manufactures ("Raport despre fabricanți") a imaginat Statele Unite ale viitorului ca o națiune puternic industrializată deși ceea ce era atunci tânăra republică federală era doar o țară aproape total rurală. Hamilton a refuzat orientările de tip local, agricol și, mai ales, orientarea spre existența suverană a drepturilor statelor, toate propuneri ale "eternului rival" Thomas Jefferson.
Alături de prietenul său John Jay a fost unul dintre cei mai fervenți oponenți ai sclaviei. În timpul Războiului revoluționar american s-a adresat Congresului Continental în scris, susținând un plan al unui prieten de-al său care propunea emanciparea slavilor, educarea lor și înrolarea în armata revoluționară care lupta contra britanicilor. Oricum, statul Carolina de Sud a rămas "faimos" prin acordarea unui clar veto propunerii. S-a opus comerțului cu sclavi, fiind co-fondatorul și președintele celei de-a doua societăți aboliționiste a țării. Deși există niște "umbre" asupra viziunii rasiale a lui Hamilton, întrucât nu era un adept al egalitarismului ne-echivoc, concepția sa era una dintre cele mai progresiste ale timpului său, a fost concluzia istoricului James Horton.
Hamilton este fondatorul primului partid politic din Statele Unite, Federalist Party, pe care l-a dominat până la moartea sa.  Partidul a avut un rol important în unirea tuturor iubitorilor unui guvern federal central puternic, primind atât sprijin federal cât și sprijin din partea unor editori de ziare, așa cum erau John Fenno și Noah Webster, care subliniau poziția lui Hamilton, combătând-o pe cea a opozanților.

## Viziunea hamiltoniană a viitorului Uniunii
Viziunile naționaliste și de modernizare accelerată a țării ale lui Hamilton au fost puse pe o "linie moartă" în urma triumfului în alegerile prezidențiale lui Jefferson din 1800, care a condus la epoca din istoria Uniunii cunoscută ca Jeffersoniană.  Oricum, după slăbiciunile relevate limpede de războiul din 1812, până și opozanții fățiș declarați ai doctrinei Hamilton, așa cum a fost cel de-al cincilea președinte american, James Monroe, au ajuns la concluziile lui Alexander Hamilton.  Ca atare, toate propunerile lui Hamilton, o bancă națională, tarife federale, îmbunătățiri structurale interne, o armată și o marină, au fost puse în fapt.  Partidele Whig și Republican au adoptat multe din temele etern prezente în scrierile și discursurile lui Hamilton, chiar dacă nu au ajuns să recunoască aceste surse de inspirație directă decât foarte târziu.

## Duelul Alexander Hamilton - Aaron Burr
Alexander Hamilton a avut numeroase conflicte de idei și principii cu Aaron Burr. Hamilton a influențat modul cum s-au terminat alegerile prezidențiale din anul 1801, pierdute de către Burr în fața lui Thomas Jefferson.
Burr a fost obligat să se lanseze în campania electorală pentru funcția de Guvernator al New York-ului, după ce a pierdut funcția de vicepreședinte, dar Hamilton nu a fost mulțumit și a lansat o campanie împotriva lui Burr. El reclama că Burr ar fi susținut mișcarea secesionist-federalistă din New York, ceea ce l-a costat pe Burr pierderea alegerilor. Burr l-a provocat pe Hamilton la un duel cu pistoale. În ciuda faptului că duelul cu pistoale devenise ilegal în urma legii din 11 iulie 1804, Hamilton a acceptat pe loc.
Cei doi politicieni rivali s-au întâlnit în afara orașului Weehawken, lângă New Jersey, iar Hamilton a fost împușcat mortal de către Burr. Hamilton a murit exact în locul unde fiul său murise într-un duel petrecut cu trei ani în urmă. Burr nu a fost condamnat pentru uciderea lui Hamilton, dar răzbunarea sa l-a costat cariera politică.